# Granatieri di Sardegna

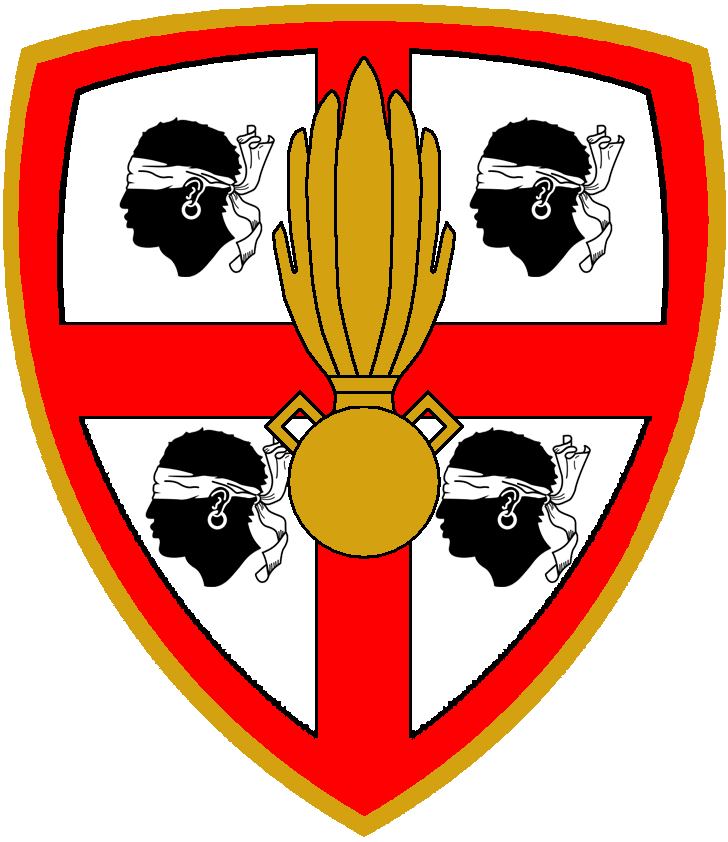
Wappen der Brigade
Granatieri di Sardegna

Die Granatieri di Sardegna (deutsch „Grenadiere Sardiniens“) sind eine Gardetruppe des italienischen Heeres. Ihre Ursprünge liegen in einem 1659 in Turin aufgestellten Garderegiment, das seit 1815 aus Grenadieren besteht, sowie in einem 1744 auf Sardinien ausgehobenen Regiment, aus denen 1852 die Brigade Granatieri di Sardegna entstand. Das Hauptquartier der Brigade befindet sich heute in Rom. Die italienischen Grenadierregimenter haben eine eigene Nummerierung und bilden eine Untergattung der Infanterie, in deren Reihenfolge sie an erster Stelle stehen.

## Auftrag
Die mechanisierte Brigade untersteht truppendienstlich regionalen Führungskommando COMFOP Sud in Neapel und übernimmt vorwiegend Sicherungsaufgaben in Rom und in Mittelitalien. Bei Bedarf kann sie durch Einheiten der um Rom gelegenen Truppenschulen verstärkt werden. Einheiten der Brigade werden im Rahmen von (relativ unkomplizierten) Friedensmissionen auch im Ausland eingesetzt. In Rom übernimmt das 1. Regiment der Granatieri di Sardegna zusammen mit den Lancieri di Montebello und anderen Einheiten Aufgaben, die denen eines Wachregiments entsprechen.

## Gliederung

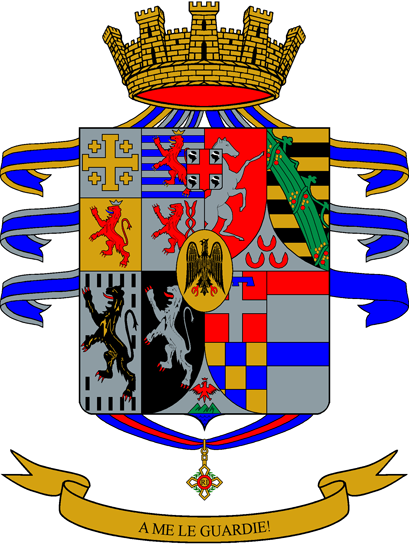
Wappen des 1. Grenadierregiments

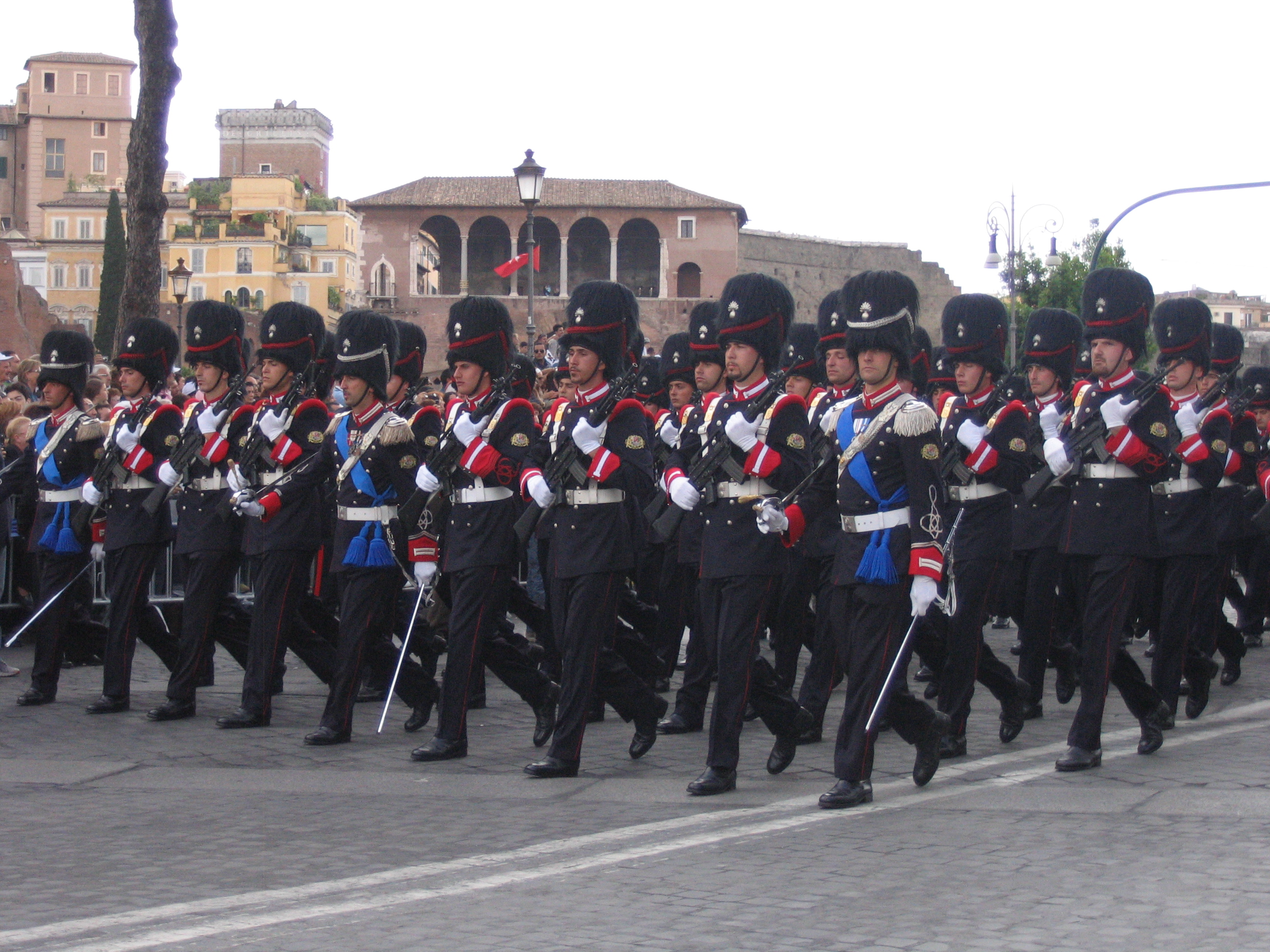
Grenadiere des 1. Rgt. (Militärparade 2. Juni 2007)

- 3. Stabs- und Unterstützungsverband Granatieri Guardie (Rom)
- 1. Grenadierregiment (Rom)
- 2. Grenadierregiment (Spoleto)
- 8. Kavallerieregiment Lancieri di Montebello (Rom)

Die Brigade wurde nach der Jahrtausendwende verkleinert, die Auflösung des Brigadestabes mehrmals in Betracht gezogen. Die beiden Grenadierregimenter haben Bataillonsstärke. Der Stabs- und Unterstützungsverband der Brigade führt die Truppenfahne des 3. Grenadierregiments und steht in dessen Nachfolge. Das Kavallerieregiment Lancieri di Montebello hat derzeit als einziges italienisches Regiment seiner Art neben einem Panzeraufklärungsverband auf Bataillonsebene einen berittenen Verband für protokollarische Zeremonien, Traditionspflege und Reitsport. Aus diesem Grund untersteht ihm auch das Hippodrom im römischen Stadtteil Tor di Quinto, welches auch vom 4. Carabinieri-Regiment zu Pferde genutzt wird.

## Ausrüstung
Die Grenadiere sind neben Radfahrzeugen auch mit Schützenpanzern vom Typ Dardo ausgerüstet, das Kavallerieregiment verfügt über Radpanzer vom Typ Centauro. Das bis 2013 zur Brigade gehörende 33. Artillerieregiment war zuletzt mit Panzerhaubitzen vom Typ M109L ausgerüstet.
Die Granatieri di Sardegna tragen Grenadiermützen (die Bärenfellmützen ähneln) zur Paradeuniform, die Lancieri di Montebello niedrige schwarze Pelzmützen (dem Kolpak vergleichbar). Die Rekrutierungskriterien bei den Grenadieren sind, insbesondere hinsichtlich der Körpergröße (Grenadier- bzw. Gardemaß), traditionell strenger.

## Geschichte
Von den beiden Grenadier-Regimentern wurde das 1. am 18. April 1659 in Turin als Garderegiment der Herzöge von Savoyen aufgestellt. Obwohl es in der italienischen Linieninfanterie noch ältere Regimenter piemontesischen Ursprungs gibt (11. Infanterieregiment Casale, 1619), hat dieses Regiment militärischen Vorrang gegenüber allen anderen italienischen Regimentern. Die Geschichte des 2. Regiments lässt sich auf ein 1744 auf Sardinien formiertes Infanterieregiment zurückführen, das 1852 der heutigen Grenadierbrigade ihren Namen gab. Als sich während der napoleonischen Besetzung Kontinental-Italiens das Haus Savoyen von Turin auf seine Besitzung Sardinien zurückzog, übernahm dieses Regiment die Wachaufgaben. Die beiden nach 1814 zu Gardegrenadier- bzw. Gardejägerregimentern umgewandelten Verbände wurden 1831 in einer Gardebrigade zusammengefasst. Zwischen 1848 und 1852 kam es zu mehreren Neuordnungen: 1848 entstand ein zweites Grenadierregiment der Brigade; 1849 und 1850 bestand innerhalb der Brigade ein drittes (Reserve-)Grenadierregiment, das erst 1926 wieder in Erscheinung trat; das Gardejägerregiment Sardiniens schied 1850 aus der Brigade aus, wurde am 19. März 1852 aufgelöst und dessen zehn Kompanien auf die beiden verbliebenen Grenadierregimenter aufgeteilt, wobei die neue übergeordnete Grenadierbrigade von dem aufgelösten Gardejägerregiment den Sardinien-Bezug übernahm (im weiteren Sinn auch den Bezug auf das damalige Königreich Sardinien einschließlich der kontinentalen Besitzungen der Savoyer). Eine historische Kontinuität zwischen dem 2. Grenadierregiment und dem Gardejägerregiment Sardiniens besteht somit eigentlich nicht. De jure entstammt das 2. dem 1. Grenadierregiment, wobei das 2. de facto in der historischen Brigadestruktur den Platz des ehemaligen Gardejägerregiments einnimmt und somit in dessen Nachfolge steht.
Nach der italienischen Einigung 1861 wurden vorübergehend drei weitere Grenadierbrigaden aufgestellt, dann aber bald in die Linieninfanterie überführt. In Ostafrika gab es darüber hinaus bis 1941 die Brigade Granatieri di Savoia. Da man in Italien 1926 die Brigadeebene in ihrer bisherigen Form abgeschafft hatte, gingen die beiden Grenadierregimenter an die 21. Division in Rom, die 1934 den Namen Granatieri di Sardegna erhielt und bis 1939 auch das bereits erwähnte 3. Grenadierregiment führte, das danach einem anderen Großverband auf dem Balkan zugeteilt wurde. Von 1948 bis 1976 hatte wiederum eine in Rom und Mittelitalien stationierte Division den Namen Granatieri di Sardegna, der jedoch neben dem 17. Infanterieregiment Acqui und anderen, mehrmals wechselnden Regimentern nur das reaktivierte 1. Grenadierregiment unterstand (zu den stabilen Divisionstruppen zählte wie schon im Zweiten Weltkrieg das 13. Feldartillerieregiment). Mit der Heeresreform von 1975 führte man statt der in Regimenter gegliederten Divisionen gemischte Brigaden ein, darunter die mechanisierte Brigade Granatieri di Sardegna mit drei Grenadierbataillonen (1. Assietta, 2. Cengio, 3. Guardie) und dem 1. Bersaglieri-Bataillon La Marmora sowie dem 6. Panzer-, dem 13. Artillerie- und einem Logistikbataillon. 1992 nahmen diese Bataillone wieder die Bezeichnung „Regiment“ an. Das Panzerregiment wurde durch das Kavallerieregiment Lancieri di Montebello ersetzt, das bisherige Artillerieregiment durch das 33. Artillerieregiment Acqui.
Nach der Jahrtausendwende begann die schrittweise Verkleinerung der Brigade: 2002 wurde das mit Ausbildungsaufgaben betraute 3. Grenadierregiment in Orvieto aufgelöst, das 1. Bersaglieri-Regiment in Civitavecchia de facto aufgelöst und 2005 von der Bersaglieri-Brigade Garibaldi in Süditalien per Umbenennung des 18. übernommen; das 2. Grenadierregiment in Spoleto wurde am 29. Oktober 2002 aufgelöst, die zwei dort verbliebenen Kompanien (als 2. Grenadierbataillon Cengio) vom 1. Grenadierregiment übernommen. Im Jahr 2013 gab man Pläne bekannt, den Brigadestab aufzulösen, das 1. Grenadierregiment in Rom der Infanterieschule in Cesano (Rom) und das Kavallerieregiment Lancieri di Montebello (ebenfalls Rom) einer anderen Brigade zu unterstellen. Im selben Jahr wurde das 33. Artillerieregiment Acqui verwendet, um das 185. Fallschirm-Artillerieregiment für die Fallschirmjägerbrigade Folgore bei der Artillerieschule in Bracciano wieder aufzustellen. Schließlich wurde jedoch aufgrund der sich ändernden Sicherheitslage die Brigade nicht aufgelöst und am 21. November 2017 das 2. Grenadierbataillon Cengio erneut selbständig. Die Reaktivierung des 2. Grenadierregiments erfolgte am 1. September 2022. Der bataillonsäquivalente Stabs- und Unterstützungsverband der Brigade übernahm am 4. Oktober 2022 Truppenfahne und Traditionen des 3. Grenadierregiments.

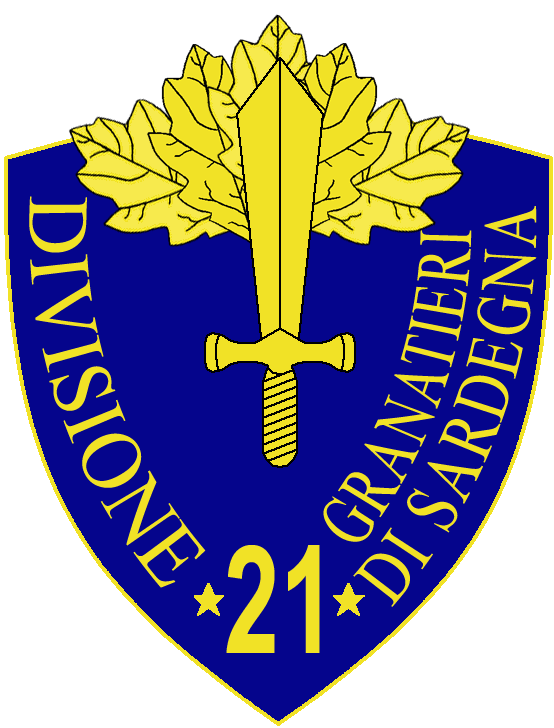
Wappen der Division Granatieri di Sardegna im Zweiten Weltkrieg

Die Granatieri di Sardegna haben seit 1659 an zahlreichen Schlachten und Gefechten teilgenommen. Während des österreichischen Erbfolgekriegs zeichnete sich das Garderegiment (später 1. Grenadierregiment) am 19. Juli 1747 in der Schlacht am Colle dell’Assietta besonders aus. Damals konnte in den Westalpen ein französischer Angriff auf das Piemont erfolgreich abgewehrt werden. Ein weiterer erfolgreicher Abwehreinsatz gegen französische Truppen, bei dem das Turiner Garderegiment erstmals an der Seite des Regiments aus Sardinien kämpfte, erfolgte im Ersten Koalitionskrieg im Juni 1793 unter Carlo Francesco Thaon di Revel auf dem Authion-Massiv. Im 19. Jahrhundert nahm die Brigade an den italienischen Einigungskriegen teil. In der Schlacht von Goito (30. Mai 1848) übernahm der Herzog von Savoyen in einem kritischen Moment das Kommando über die Gardegrenadiere mit den Worten a me le guardie! („Mir die Garde!“), die bis heute als Motto auf dem Regimentswappen zu sehen sind. Im Ersten Weltkrieg verteidigten die Grenadiere im Verlauf der österreich-ungarischen Frühjahrsoffensive 1916 den Monte Cengio (Sieben Gemeinden), wobei ihnen die Munition ausging. Statt sich zu ergeben, kämpften die Grenadiere mit Steinen und blanken Waffen weiter und stürzten sich in einigen Fällen im Nahkampf mit ihren Gegnern die Felswände des Monte Cengio hinab. Dieser Einsatz wird zusammen mit der Assiettaschlacht als Höhepunkt in der Geschichte der Grenadiere angesehen. Während des Zweiten Weltkrieges wurde die Division unter anderem auf dem Balkan eingesetzt. Im Frühjahr 1943 kehrte sie wieder nach Rom zurück. Nachdem am 8. September 1943 der Waffenstillstand zwischen Italien und den Alliierten in Kraft getreten war und daraufhin die deutschen Truppen bei Rom den Befehl erhielten, die italienischen Verbände zu entwaffnen, kam es zu heftigen Gefechten zwischen Verbänden der Wehrmacht und italienischen Truppen, die sich gegen ihre Entwaffnung befehlsgemäß zur Wehr setzten. Die Granatieri di Sardegna kämpften hier unter anderem zusammen mit dem Kavallerieregiment Lancieri di Montebello im Südwesten von Rom, insbesondere an der Via Ostiense, wo die Anfangserfolge vor allem auf Grund der Flucht der militärischen Führung und der Regierung, aber auch wegen der Resignation anderer Verbände zunichtegemacht wurden. 1944 nahmen Grenadiere der beiden auf Sardinien wiederaufgestellten Grenadierregimenter im Rahmen der Infanteriedivision Friuli (für deren Infanterieregimenter zwei Grenadierbataillone gestellt wurden) auf Seiten der Alliierten am Befreiungskrieg auf dem italienischen Festland teil und waren an der Eroberung Bolognas beteiligt.
Während des Kalten Krieges waren die Granatieri di Sardegna wiederum in Mittelitalien stationiert. Im Rahmen einer strategischen Reserve waren sie jedoch auch für einen Einsatz in Nordostitalien vorgesehen. In den letzten Jahren hat die Brigade neben ihren traditionellen Wach- und Repräsentationsaufgaben eher territoriale Reservefunktionen übernommen.
Seit 2006 wurden sowohl der Brigadestab als auch die Granatieri di Sardegna im Rahmen der KFOR mehrmals im Kosovo eingesetzt, kleinere Einheiten auch im Libanon und in Afghanistan.

## Messe
Am 10. Juli 1744 hob Don Bernardino Antonio Genovese, Duca di San Pietro, auf seine Kosten in Cagliari auf Sardinien ein Regiment aus, das später zum „Gardejägerregiment“ wurde und dann 1852 in der Grenadierbrigade aufging. Der Sohn des Herzogs von San Pietro, Don Alberto Genovese, schenkte dem Regiment im Jahr 1776 den ansehnlichen Betrag von 120.000 piemontesischen Lire und legte dabei schriftlich fest, dass von den Erträgen die Regimentsmusikkapelle zu erhalten, bedürftige Soldatenfamilien zu unterstützen und an seinem Todestag stets eine Heilige Messe für ihn zu feiern sei. Bis heute findet diese Messe am (oder um den) 18. Februar jeden Jahres statt, wobei die Grenadiere in Paradeuniform zuvor vom römischen Castro Pretorio zur Basilika Santa Maria degli Angeli an der Piazza della Repubblica marschieren. Es handelt sich um den Feiertag der Grenadiere, an dem auch der Gefallenen gedacht wird.

## Museum
Die Granatieri di Sardegna haben in Rom ein eigenes Museum. Es befindet sich neben dem Infanteriemuseum an der Piazza Santa Croce in Gerusalemme 7, unweit der gleichnamigen Pilgerkirche. In 15 Ausstellungsräumen wird die Geschichte der italienischen Grenadiere von 1659 bis heute dargestellt.

## Bilder

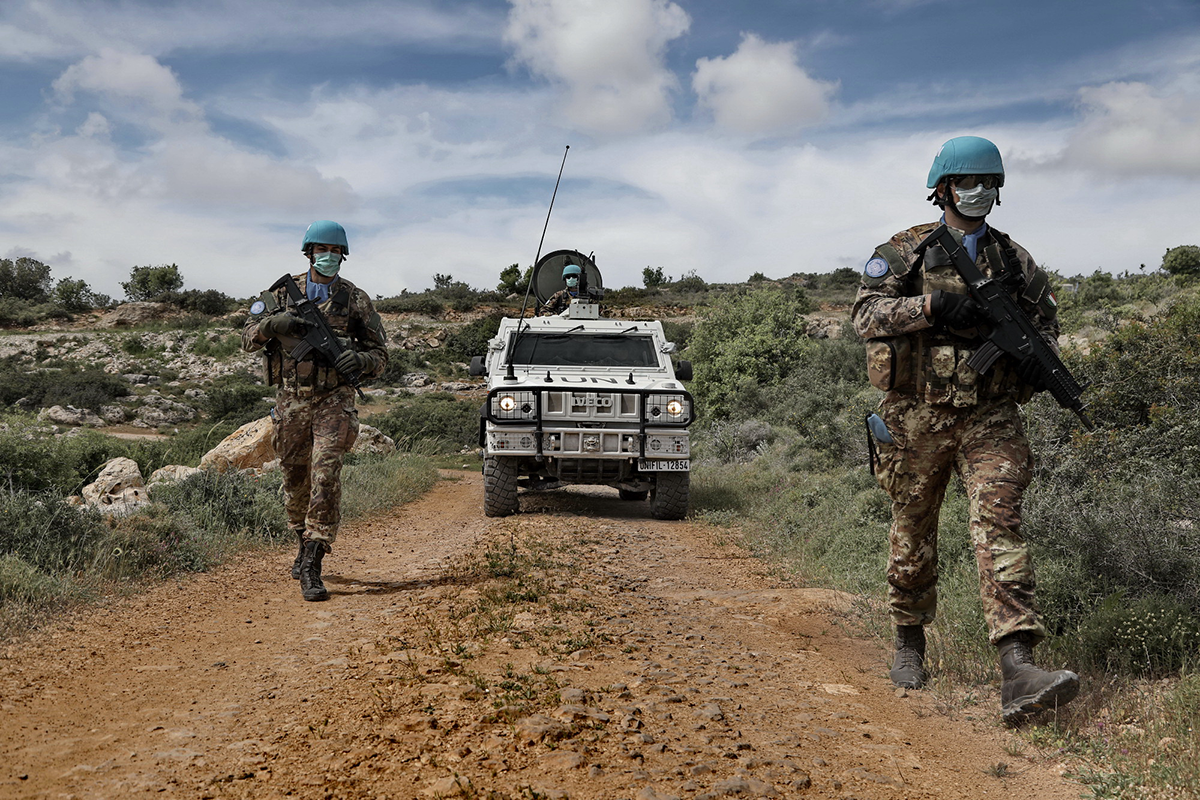
Soldaten und Lince der Brigade, 2020 an der Blauen Linie im Libanon
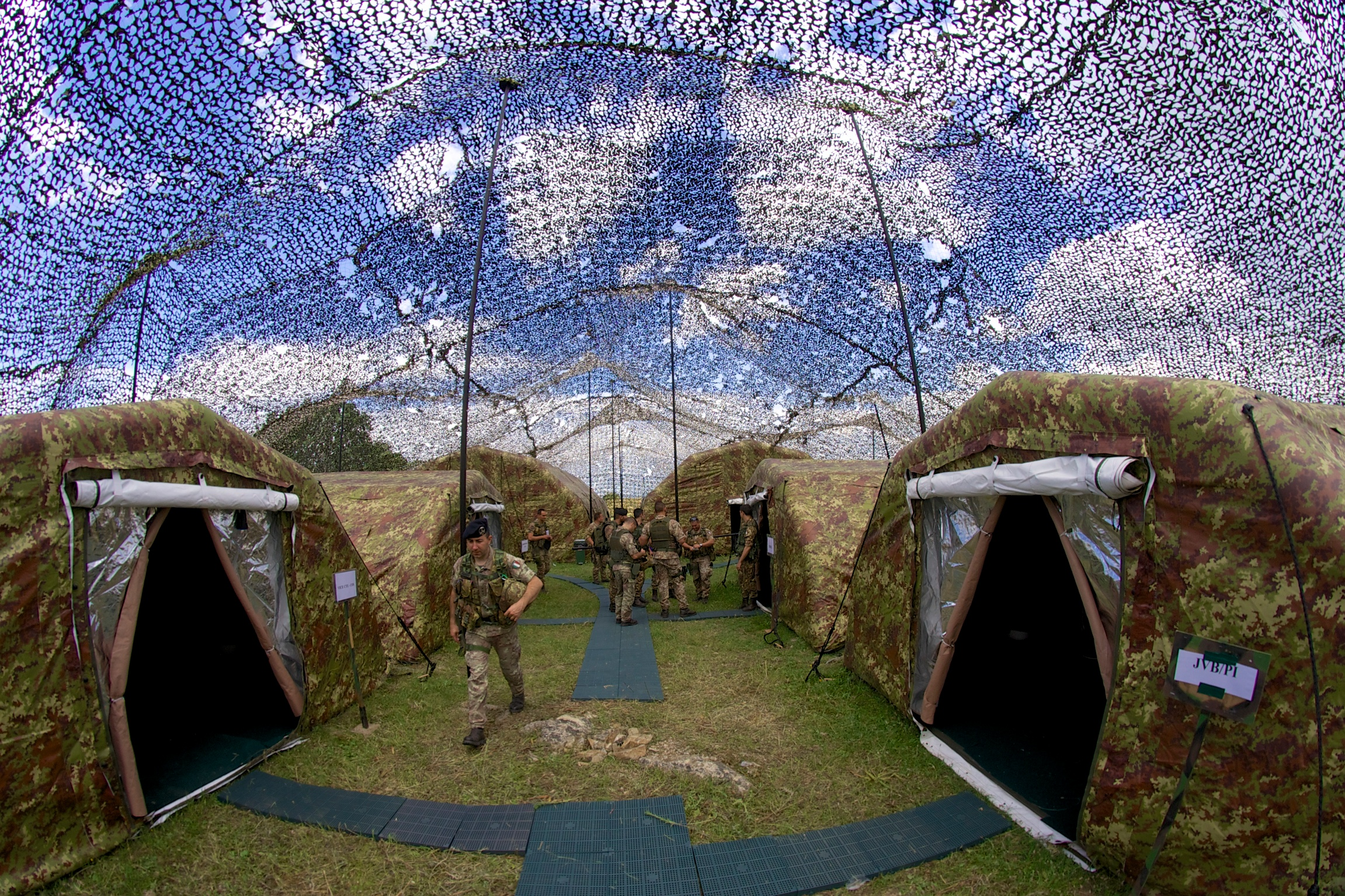
Brigadestab bei einer Übung auf dem Truppenübungsplatz Monte Romano, 2013
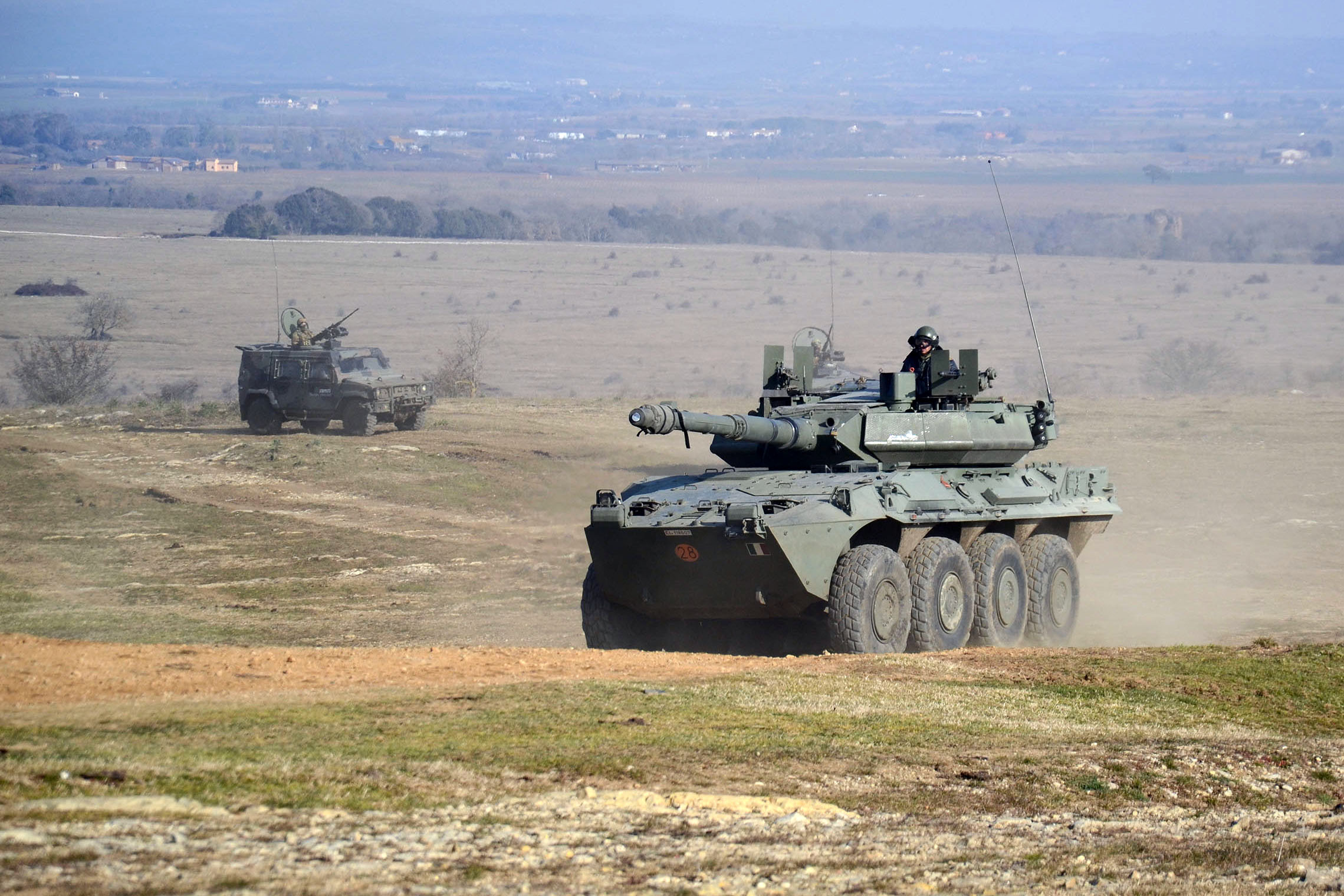
Centauro und Lince der Lancieri di Montebello, 2019
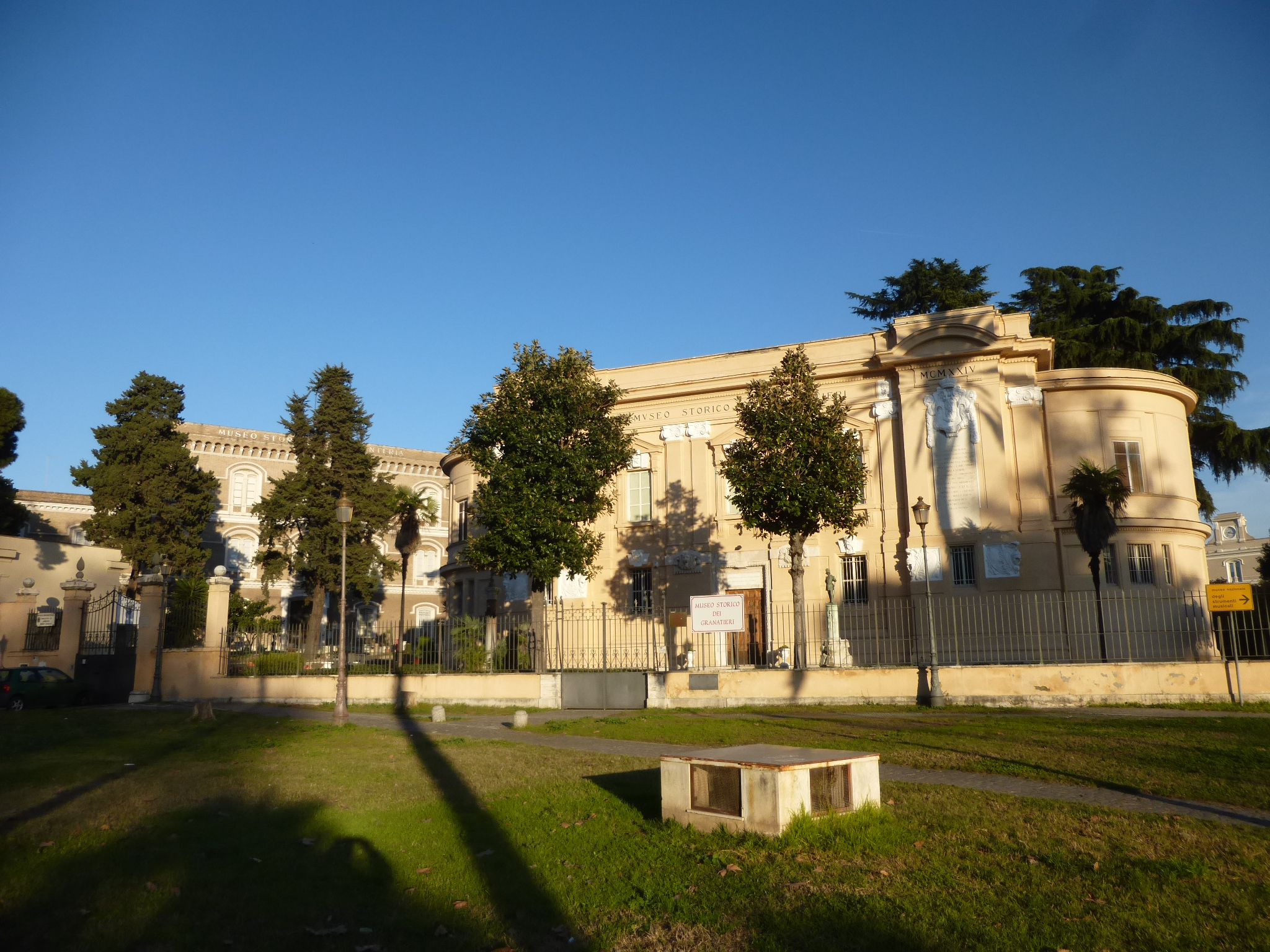
Grenadiermuseum in Rom